# Arthur Linton
Arthur Linton (Seavington St Michael, Somerset, 27 de diciembre de 1868 - Aberaman, 23 de julio de 1896) fue un ciclista inglés, crecido en Gales, que corrió a finales del siglo XIX. De su palmarés destaca la Burdeos-París de 1896. 
Murió oficialmente debido a una Fiebre tifoidea, pero seguramente fue a consecuencia del consumo de productos dopantes.

## Palmarés
- 1896
  - 1º en la Burdeos-París